# (2610) Tuva
(2610) Tuva ist ein Asteroid des inneren Hauptgürtels, der von dem sowjetischen Astronomen Nikolai Tschernych am 5. September 1978 am Krim-Observatorium in Nautschnyj (IAU-Code 095) entdeckt wurde. Unbestätigte Sichtungen des Asteroiden hatte es vorher schon gegeben: im März 1939 (1939 EG) am Iso-Heikkilä-Observatorium der Universität Turku, am 29. März 1955 (1955 FV) am Goethe-Link-Observatorium in Indiana und am 26. März 1977 (1977 FS1) am Krim-Observatorium in Nautschnyj. Die provisorische Bezeichnung 1978 RQ wurde ebenfalls für eine Sichtung des Asteroiden in Nautschnyj vergeben.
Die Umlaufbahn des Asteroiden um die Sonne hat mit 0,0991 eine niedrigere Exzentrizität. Die Bahnneigung von (2610) Tuva ist mit knapp 0,7° ebenfalls gering.
Die Rotationsperiode des Asteroiden konnte bei Beobachtungen am 13., 14., 15. 17. und 23. Mai 2009 am 50-cm-Ritchey-Chrétien-Teleskop des Oakley Southern Sky Observatorys (IAU-Code E09) in Coonabarabran, New South Wales mit 4,2666 (± 0,0004) Stunden bestimmt werden.
(2610) Tuva wurde am 11. Dezember 1982 nach der sibirischen Republik Tuwa benannt.